# Bianca Stuart
Pour les articles homonymes, voir Stuart.
Bianca Stuart (née le 17 mai 1988 à Nassau) est une athlète bahaméenne, spécialiste du saut en longueur.

## Biographie
En 2011, Bianca Stuart établit un nouveau record des Bahamas en atteignant la marque de 6,81 m en finale des Championnats d'Amérique centrale et des Caraïbes de Mayagüez où elle remporte son deuxième titre après 2008. L'ancien record datait de 1982.
Elle participe aux Championnats du monde de Daegu mais échoue au stade des qualifications avec 6,44 m.
En 2015 elle améliore sa meilleure marque nationale en remportant les championnats des Bahamas, avec un saut à 6,83 m. Elle prend la deuxième place aux Jeux panaméricains derrière la Canadienne Christabel Nettey. Aux Championnats du monde elle est éliminée dès les qualifications.

## Palmarès
| Date | Compétition                                      | Lieu       | Résultat | Marque |
| ---- | ------------------------------------------------ | ---------- | -------- | ------ |
| 2007 | Championnats panaméricains juniors               | São Paulo  | 2e       | 6,12 m |
| 2008 | Championnats d'Amérique centrale et des Caraïbes | Cali       | 1re      | 6,54 m |
| 2010 | Jeux d'Amérique centrale et des Caraïbes         | Mayagüez   | 3e       | 6,50 m |
| 2011 | Championnats d'Amérique centrale et des Caraïbes | Mayagüez   | 1re      | 6,81 m |
| 2015 | Jeux panaméricains                               | Toronto    | 2e       | 6,69 m |
| 2018 | Jeux du Commonwealth                             | Gold Coast | 8e       | 6,30 m |
| 2018 | Championnats NACAC                               | Toronto    | 6e       | 6,09 m |

## Records
| Épreuve          | Épreuve   | Marque      | Lieu         | Date            |
| ---------------- | --------- | ----------- | ------------ | --------------- |
| Saut en longueur | Plein air | 6,83 m (NR) | Nassau       | 26 juin 2015    |
| Saut en longueur | En salle  | 6,79 m      | Fayetteville | 11 février 2012 |